# Mecklenburg-Elő-Pomeránia vasútvonalainak listája

Németország tartományai

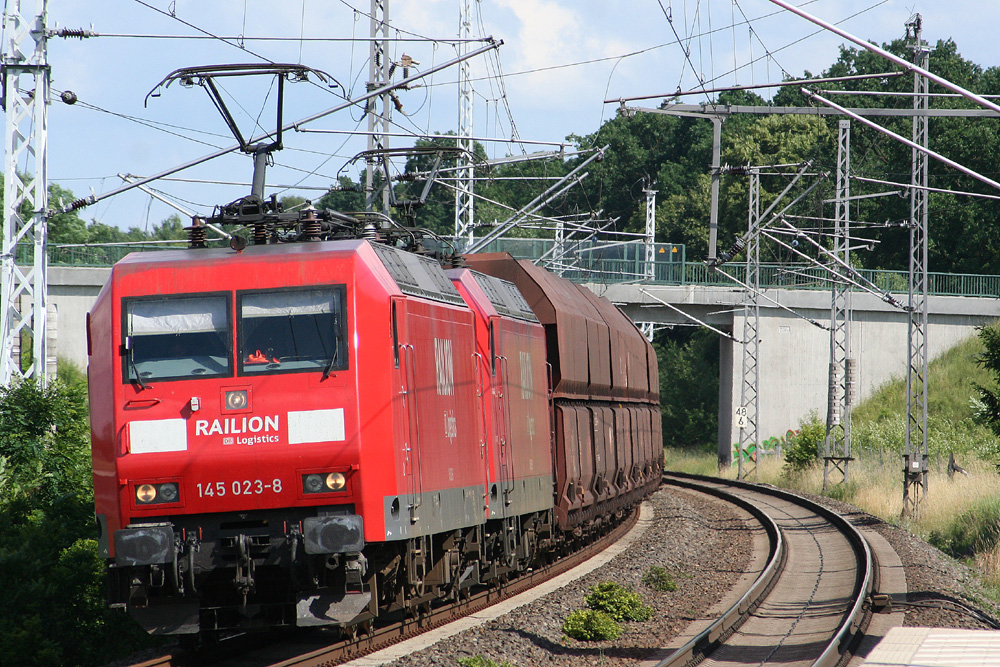
Két DB 145 sorozatú mozdony tehervonatával a Berlin–Hamburg nagysebességű vasútvonalon

Ez a lista a németországi Mecklenburg-Elő-Pomeránia tartomány vasútvonalait sorolja fel ábécé-sorrendben. A lista nem teljes.

## Vasútvonalak
- Angermünde-Stralsunder-vasútvonal
- Anklam-Lassaner Kleinbahn-vasútvonal
- Bad Kleinen–Lübeck-vasútvonal
- Bad Kleinen–Rostock-vasútvonal
- Bad Oldesloe–Hagenow Land-vasútvonal
- Bäderbahn Molli-vasútvonal
- Barth–Prerow-vasútvonal
- Bergen auf Rügen–Lauterbach Mole-vasútvonal
- Berlin–Hamburg nagysebességű vasútvonal
- Berliner Nordbahn
- Boizenburger Stadt- und Hafenbahn
- Bützow–Szczecin-vasútvonal
- Kleinbahn Casekow–Penkun–Oder
- Darßbahn
- Demmin–Jarmen/Altentreptow-vasútvonal
- Demmin–Stavenhagen–Bredenfelde-vasútvonal
- Demmin–Tutow-vasútvonal
- Dölitz–Grammow-vasútvonal
- Ducherow–Heringsdorf–Wolgaster Fähre-vasútvonal
- Fährverbindung Mukran–Klaipėda
- Ferdinandshof–Friedland–Jarmen-vasútvonal
- Franzburger Kreisbahnen
- Franzburger Südbahn
- Friedland-Neubrandenburg-vasútvonal
- Ganzlin–Röbel-vasútvonal
- Greifswald–Grimmen–Tribsees-vasútvonal
- Greifswald–Lubmin-vasútvonal
- Grevesmühlen–Klütz-vasútvonal
- Güstrow–Schwaan-vasútvonal
- Güstrow–Meyenburg-vasútvonal
- Hafenbahn Demmin
- Hagenow Land–Schwerin-vasútvonal
- Jatznick–Ueckermünde-vasútvonal
- Kaiserbahn
- Kleinbahn Klockow–Pasewalk
- Königslinie
- Lietzow–Binz-vasútvonal
- Lübeck–Bad Kleinen-vasútvonal
- Ludwigslust–Dömitz-vasútvonal
- Ludwigslust–Wismar-vasútvonal
- Malchin–Dargun-vasútvonal
- Malliß–Conow-vasútvonal
- Malliß–Lübtheen-vasútvonal
- Mecklenburg-Pommersche keskeny nyomtávú vasútvonal
- Mecklenburgische Bäderbahn
- Metschow–Altentreptow-vasútvonal
- Neubrandenburg-Friedländer Eisenbahn
- Neubukow Obere Weiche–Bastorf keskeny nyomtávú vasútvonal
- Neuhaus–Brahlstorf kisvasút
- Neustrelitz–Warnemünde-vasútvonal
- Parchim–Ludwigslust-vasútvonal
- Parchim–Suckow-vasútvonal
- Pasewalk–Gumnitz-vasútvonal
- Pioniereisenbahn Prerow
- Priemerburg–Plaaz-vasútvonal
- Pritzwalk–Suckow-vasútvonal
- Randower Bahn
- Ratzeburger Kleinbahn
- Rostock–Rostock Seehafen Nord-vasútvonal
- Hafenbahn Rostock
- Rostock–Stralsund-vasútvonal
- Rostock–Tribsees/Tessin-vasútvonal
- Rügensche Kleinbahn
- Schönberg–Dassow-vasútvonal
- Schwerin–Parchim-vasútvonal
- Schwerin–Rehna-vasútvonal
- Stralsund–Sassnitz-vasútvonal
- Stralsund–Tribsees-vasútvonal
- Parchim–Neubrandenburg-vasútvonal
- Teterow–Gnoien-vasútvonal
- Thurow–Feldberg-vasútvonal
- Toitz-Rustow–Loitz-vasútvonal
- Waren–Malchin-vasútvonal
- Strandbahn Warnemünde–Markgrafenheide-vasútvonal
- Werkbahn Tessin
- Wismar–Karow-vasútvonal
- Wismar–Rostock-vasútvonal
- Wittenberge–Buchholz-vasútvonal
- Wittenberge–Strasburg-vasútvonal
- Woldegker Kleinbahn
- Zinnowitz–Peenemünde-vasútvonal
- Züssow–Wolgast Hafen-vasútvonal